# Khlibne (Sovetski)
|  | Per a altres significats, vegeu «Khlibne». |

Khlibne (en ucraïnès: Хлібне, rus: Хлебное, Khlebnoie) és un poble de la República Autònoma de Crimea a Ucraïna, que el 2014 tenia 278 habitants. Pertany al districte rural de Sovetski. Fins al 1945 el municipi es deia Beis-Lekhem.